# Залога, Стивен
Стивен Залога (англ. Steven Zaloga; род. 1 февраля 1952, Питсфилд, Массачусетс) — американский писатель, моделист и консультант по военным вопросам. Имеет степени бакалавра с отличием (Юнион-колледж) и магистра (Колумбийский университет), обе по истории.
Опубликовал множество книг, посвященных современным военным технологиям, особенно по советским танкам и бронетехнике. Старший аналитик Teal Group.
Известный специалист в области масштабных моделей бронетехники; основатель и модератор группы обсуждения бронетехники союзников времен Второй мировой войны на сайте моделирования Missing-Lynx.com. Регулярно публикуется в британском журнале по военному моделизму Military Modeling.